# Демеубаев, Казбек
Казбек Демеубаев, другой вариант имени — Казыбек (каз. Қазыбек Демеубаев; 1928 год, село Кокжыра — 29.05.2015) — старший табунщик совхоза имени Амангельды Аксуатского района Семипалатинской области, Казахская ССР. Герой Социалистического Труда (1983). Депутат Верховного Совета Казахской ССР 10 и 11 созывов. Почётный гражданин Тарбагатайского района.
Родился в 1928 году в крестьянской семье в селе Кокжыра. Трудился табунщиком в колхозе «Баспан», позднее — старшим табунщиком в колхозе имени Амангельды Аксуатского района.
За достигнутые успехи в развитии коневодства удостоен звания Героя Социалистического Труда указом Президиума Верховного Совета СССР от 21 декабря 1983 года c вручением ордена Ленина и золотой медали «Серп и Молот».
Избирался депутатом Верховного Совета Казахской ССР 10-го (1980—1985) и 11-го (1985—1990) созывов.
Награды
- Герой Социалистического Труда
- Орден Ленина
- Орден Трудового Красного Знамени
- Орден Октябрьской Революции